# Chaloupky (okres Beroun)
Chaloupky jsou obec v okrese Beroun ve Středočeském kraji. Leží zhruba 5,5 kilometru jihozápadně od Hořovic. Žije zde 523 obyvatel.

## Historie
První písemná zmínka o obci pochází z roku 1648.

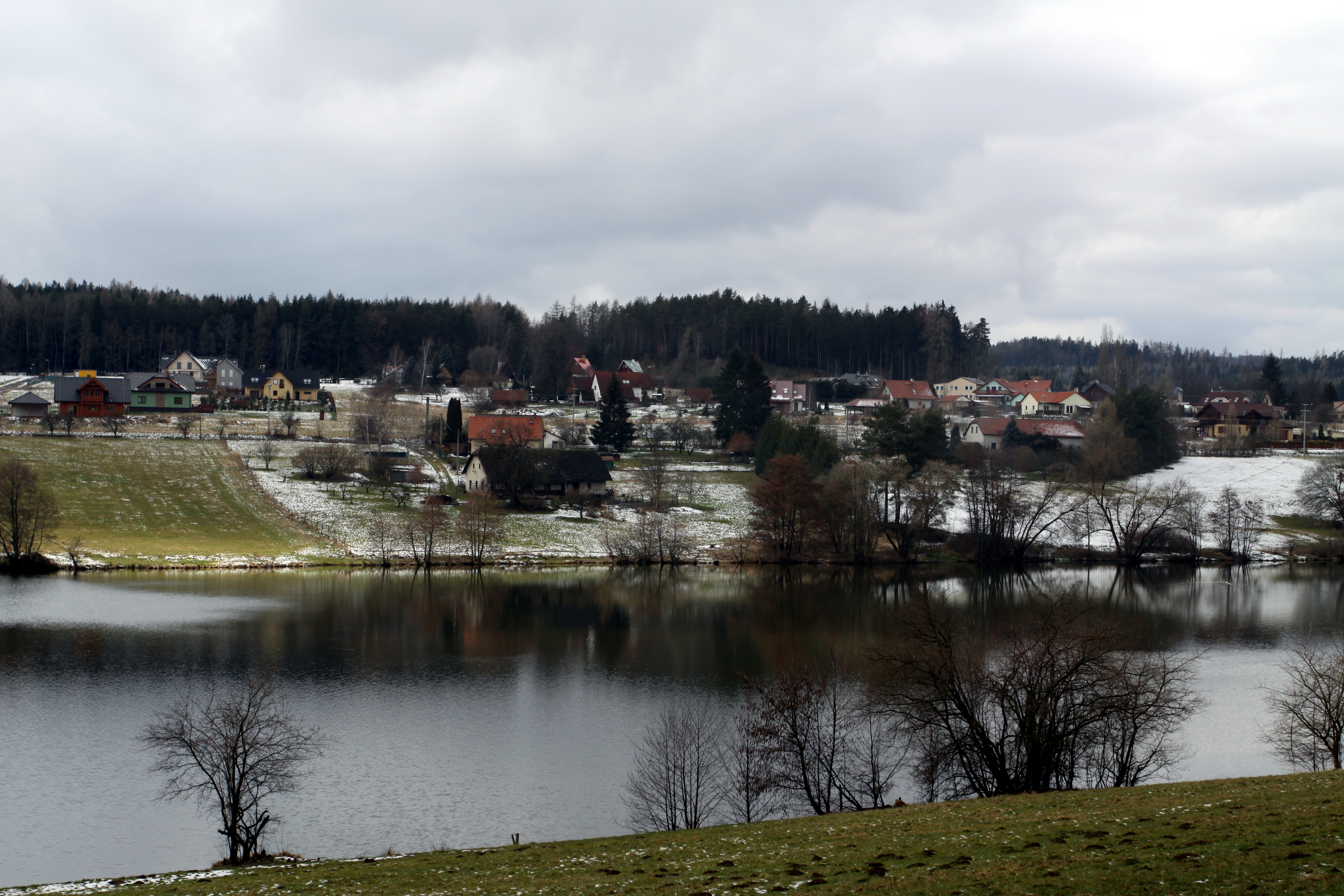
Pohled na obec Chaloupky přes vodní nádrž Záskalská

V obci Chaloupky (přísl. Neřežín, Ptákov, 694 obyvatel) byly v roce 1932 evidovány tyto živnosti a obchody: 5 hostinců, konsum Včela, kovosoustružník, mlýn, obuvník, pekař, porodní asistentka, řezník, 4 obchody se smíšeným zbožím, 3 trafiky.
V souvislosti se zánikem vojenského újezdu Brdy bylo k 1. lednu 2016 k obci připojeno katastrální území Chaloupky v Brdech, které vzniklo k 10. únoru 2014. Toto území má rozlohu 4,771884 km² a jsou zde evidovány 2 budovy s adresami a 0 obyvatel.

## Obyvatelstvo
| Rok            | 1869 | 1880 | 1890 | 1900 | 1910 | 1921 | 1930 | 1950 | 1961 | 1970 | 1980 | 1991 | 2001 | 2011 | 2021 |
| -------------- | ---- | ---- | ---- | ---- | ---- | ---- | ---- | ---- | ---- | ---- | ---- | ---- | ---- | ---- | ---- |
| Počet obyvatel | 800  | 684  | 690  | 739  | 780  | 720  | 694  | 546  | 480  | 434  | 398  | 362  | 383  | 508  | 528  |
| Počet domů     | 94   | 96   | 98   | 99   | 107  | 110  | 141  | 151  | 137  | 131  | 120  | 170  | 194  | 241  | 269  |

## Obecní správa

### Územněsprávní začlenění
Dějiny územněsprávního začleňování zahrnují období od roku 1850 do současnosti. V chronologickém přehledu je uvedena územně administrativní příslušnost obce v roce, kdy ke změně došlo:
- 1850 země česká, kraj Praha, politický i soudní okres Hořovice, obec Malá Víska[9]
- 1855 země česká, kraj Praha, soudní okres Hořovice, obec Malá  Víska
- 1868 země česká, politický i soudní okres Hořovice, obec Malá Víska
- 1879 země česká, politický i soudní okres Hořovice[10]
- 1939 země česká, Oberlandrat Plzeň, politický i soudní okres Hořovice[11]
- 1942 země česká, Oberlandrat Praha, politický okres Beroun, soudní okres Hořovice[12]
- 1945 země česká, správní i soudní okres Hořovice[13]
- 1949 Pražský kraj, okres Hořovice[14]
- 1960 Středočeský kraj, okres Beroun
- 2003 Středočeský kraj, obec s rozšířenou působností Hořovice

### Části obce
Obec Chaloupky se skládá ze dvou částí, které leží na dvou katastrální územích:
- Chaloupky (k. ú. Chaloupky)
- Neřežín (k. ú. Chaloupky v Brdech, malá část i k. ú. Chaloupky)

### Obecní symboly
Znak a vlajka byly obci uděleny rozhodnutím předsedy Poslanecké sněmovny Parlamentu České republiky dne 27. května 2008.

## Doprava
Dopravní síť
- Pozemní komunikace – Do obce vede silnice III. třídy.

- Železnice – Železniční trať ani stanice na území obce nejsou.

Veřejná doprava 2011
- Autobusová doprava – V obci měla zastávky autobusová linka Hořovice-Chaloupky-Malá Víska-Zaječov (v pracovní dny 7 spojů) (dopravce PROBO BUS, a. s.). O víkendu byla obec bez dopravní obsluhy.

## Pamětihodnosti
Na území bývalého vojenského újezdu se nachází hrad Valdek.

## Další fotografie

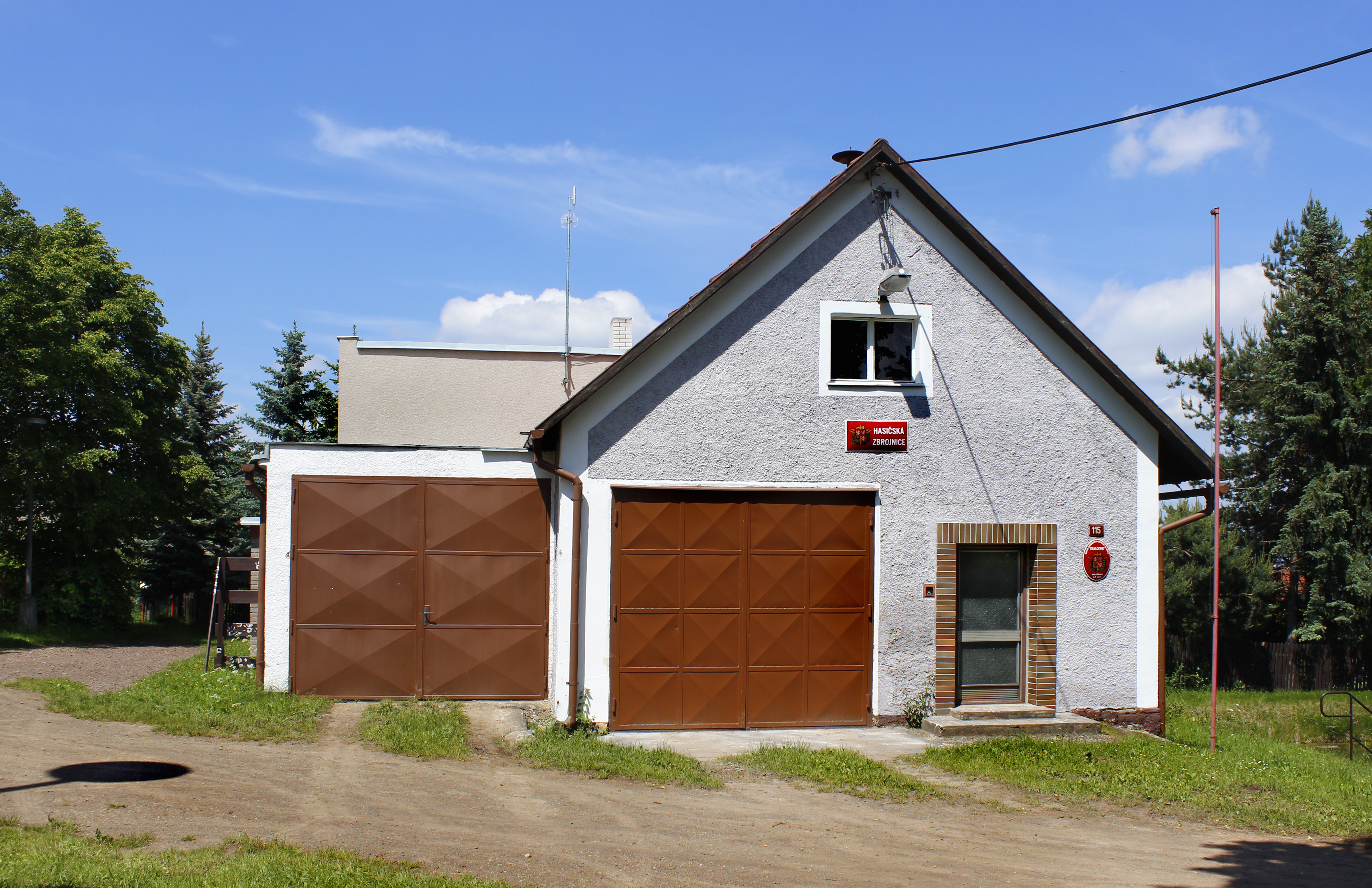
Hasičská zbrojnice
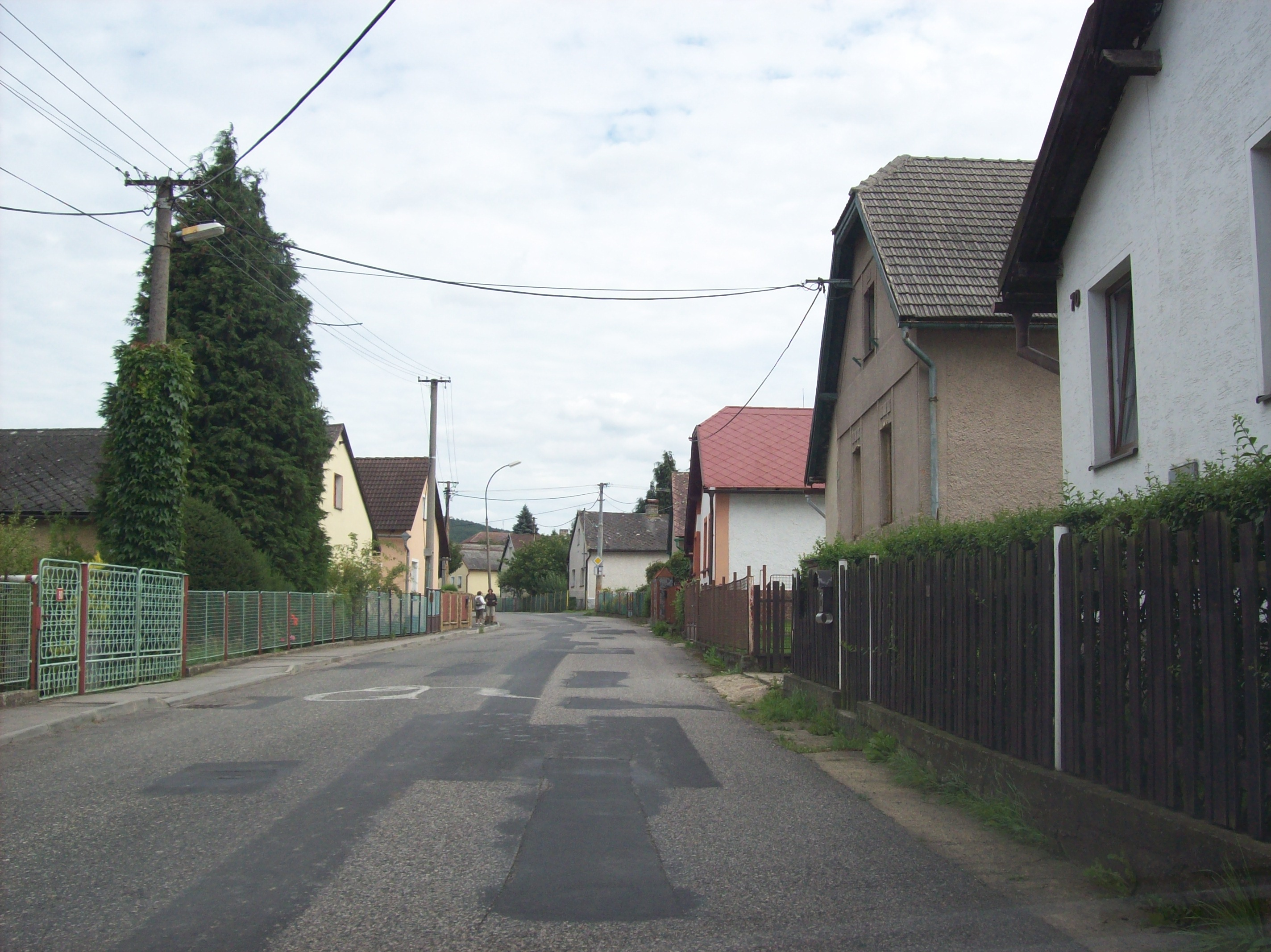
Silnice ve směru na Neřežín
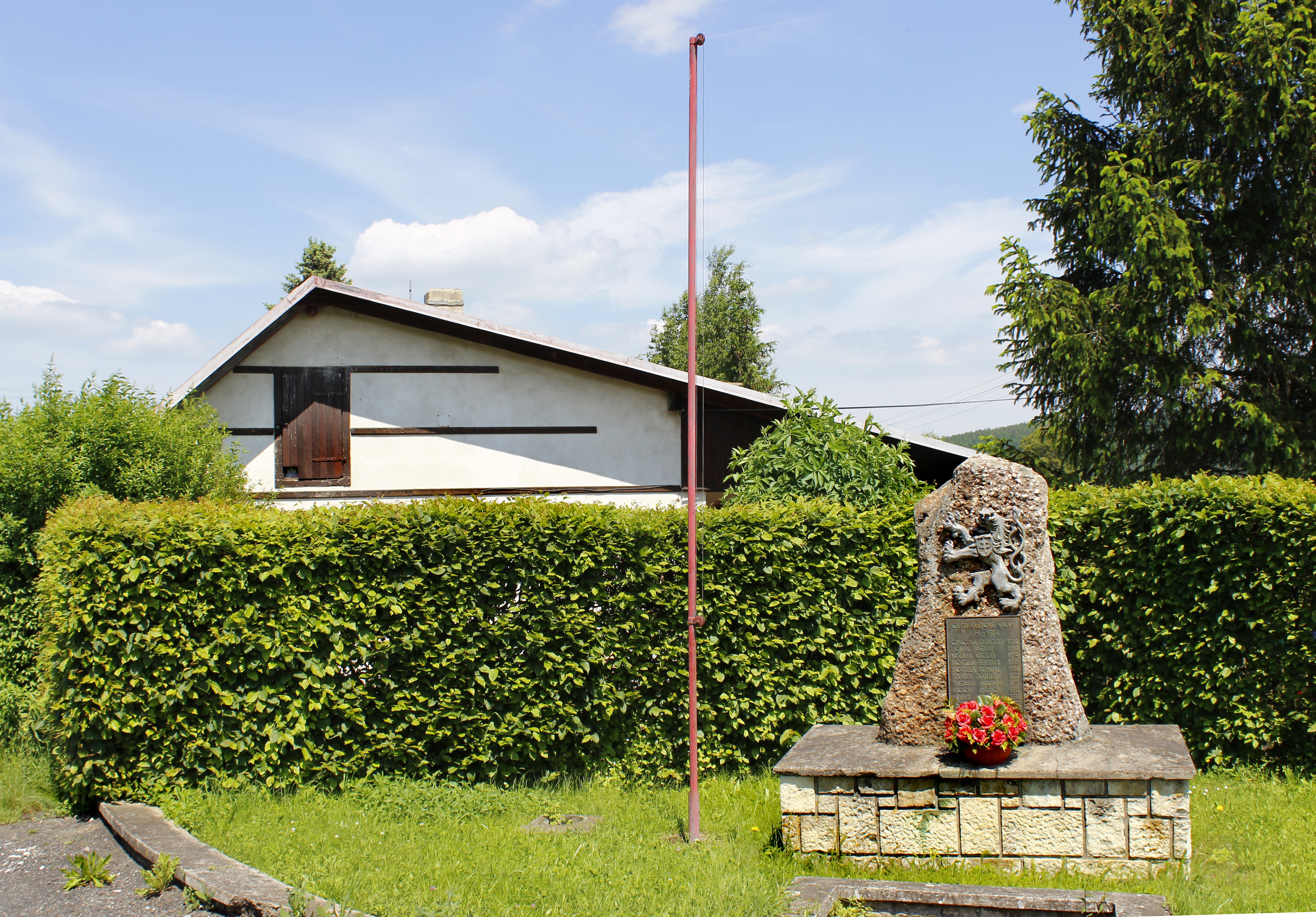
Památník obětem první světové války